# Gran Premio de Macao de 2024
El Gran Premio de Macao de 2024 (oficialmente 71st Macau Grand Prix – FIA FR World Cup) fue la septuagésima primera edición de esta competencia. Se disputó los días 14, 15, 16 y 17 de noviembre en el circuito da Guia, Macao.
Fue la primera edición de dicha competencia con monoplazas de Fórmula Regional y de la denominada «Copa Mundial de Fórmula Regional de la FIA» («FIA FR World Cup»).

## Participantes
Todos los participantes compitieron con el Tatuus T-318-Alfa Romeo con neumáticos suministrados por Pirelli.
| Escudería                       | N.º | Piloto              |
| ------------------------------- | --- | ------------------- |
| MP Motorsport                   | 1   | Oliver Goethe       |
| MP Motorsport                   | 2   | Valerio Rinicella   |
| MP Motorsport                   | 3   | Mattia Colnaghi     |
| R-ace GP                        | 4   | Ugo Ugochukwu       |
| R-ace GP                        | 5   | Enzo Deligny        |
| R-ace GP                        | 6   | Tuukka Taponen      |
| KCMG IXO by Pinnacle Motorsport | 7   | Noel León           |
| KCMG IXO by Pinnacle Motorsport | 8   | Mari Boya           |
| Saintéloc Racing                | 14  | Théophile Naël      |
| Saintéloc Racing                | 15  | Alexander Abkhazava |
| ART Grand Prix                  | 16  | James Wharton       |
| ART Grand Prix                  | 17  | Evan Giltaire       |
| ART Grand Prix                  | 18  | Kanato Le           |
| TOM'S Formula                   | 19  | Rikuto Kobayashi    |
| TOM'S Formula                   | 20  | Jin Nakamura        |
| Kiwi Motorsport                 | 21  | Jett Bowling        |
| PHM Racing                      | 25  | Rashid Al Dhaheri   |
| PHM Racing                      | 26  | Matteo De Palo      |
| PHM Racing                      | 27  | Riuqi Liu           |
| SJM Theodore Prema Racing       | 30  | Dino Beganovic      |
| SJM Theodore Prema Racing       | 31  | Freddie Slater      |
| SJM Theodore Prema Racing       | 32  | Alex Dunne          |
| Evans GP                        | 33  | Tiago Rodrigues     |
| Evans GP                        | 37  | Cooper Webster      |
| Evans GP                        | 88  | Kai Daryanani       |
| TGM Grand Prix                  | 53  | Sota Ogawa          |
| TGM Grand Prix                  | 55  | Rintaro Sato        |
| Fuentes:                        |     |                     |

## Clasificación
| Pos. | N.º | Piloto              | Escudería                       | Parte 1  | Pos. | Parte 2  | Pos. | Diferencia | Grilla |
| ---- | --- | ------------------- | ------------------------------- | -------- | ---- | -------- | ---- | ---------- | ------ |
| 1    | 4   | Ugo Ugochukwu       | R-ace GP                        | 2:40.805 | 14   | 2:19.107 | 1    | —          | 1      |
| 2    | 1   | Oliver Goethe       | MP Motorsport                   | 2:32.482 | 1    | 2:19.121 | 2    | +0.014     | 2      |
| 3    | 7   | Noel León           | KCMG IXO by Pinnacle Motorsport | 2:40.529 | 13   | 2:19.298 | 3    | +0.191     | 3      |
| 4    | 5   | Enzo Deligny        | R-ace GP                        | 2:40.524 | 12   | 2:19.756 | 4    | +0.649     | 4      |
| 5    | 8   | Mari Boya           | KCMG IXO by Pinnacle Motorsport | 2:39.683 | 11   | 2:19.817 | 5    | +0.710     | 5      |
| 6    | 37  | Cooper Webster      | Evans GP                        | 2:38.068 | 8    | 2:20.252 | 6    | +1.145     | 6      |
| 7    | 31  | Freddie Slater      | SJM Theodore Prema Racing       | 2.37:535 | 5    | 2:20.286 | 7    | +1.179     | 7      |
| 8    | 14  | Théophile Naël      | Saintéloc Racing                | 2:38.825 | 10   | 2:20.323 | 8    | +1.216     | 8      |
| 9    | 17  | Evan Giltaire       | ART Grand Prix                  | 2:41.355 | 16   | 2:20.677 | 9    | +1.570     | 9      |
| 10   | 26  | Matteo De Palo      | PHM Racing                      | 2.37:593 | 6    | 2:20.813 | 10   | +1.706     | 10     |
| 11   | 16  | James Wharton       | ART Grand Prix                  | 2:41.253 | 15   | 2:20.842 | 11   | +1.735     | 11     |
| 12   | 25  | Rashid Al Dhaheri   | PHM Racing                      | 2:37.521 | 4    | 2:21.320 | 12   | +2.213     | 12     |
| 13   | 20  | Jin Nakamura        | TOM'S Formula                   | 2:42.911 | 19   | 2:21.692 | 13   | +2.585     | 13     |
| 14   | 3   | Mattia Colnaghi     | MP Motorsport                   | 2:43.341 | 20   | 2:21.996 | 14   | +2.889     | 14     |
| 15   | 30  | Dino Beganovic      | SJM Theodore Prema Racing       | 2:38.211 | 9    | 2:22.199 | 15   | +3.092     | 15     |
| 16   | 2   | Valerio Rinicella   | MP Motorsport                   | 2:35.234 | 3    | 2:22.291 | 16   | +3.184     | 16     |
| 17   | 15  | Alexander Abkhazava | Saintéloc Racing                | 2:42.799 | 18   | 2:22.329 | 17   | +3.222     | 17     |
| 18   | 32  | Alex Dunne          | SJM Theodore Prema Racing       | 2.37:985 | 7    | 2:22.797 | 18   | +3.690     | 18     |
| 19   | 53  | Sota Ogawa          | TGM Grand Prix                  | 2:47.193 | 22   | 2:23.508 | 19   | +4.401     | 19     |
| 20   | 6   | Tuukka Taponen      | R-ace GP                        | 2:32.684 | 2    | 2:23.720 | 20   | +4.613     | 20     |
| 21   | 33  | Tiago Rodrigues     | Evans GP                        | —        | 27   | 2:23.951 | 21   | +4.844     | 21     |
| 22   | 27  | Ruiqi Liu           | PHM Racing                      | —        | 24   | 2:24.601 | 22   | +5.494     | 22     |
| 23   | 19  | Rikuto Kobayashi    | TOM'S Formula                   | 2:50.798 | 23   | 2:24.631 | 23   | +5.524     | 23     |
| 24   | 21  | Jett Bowling        | Kiwi Motorsport                 | —        | 25   | 2:24.985 | 24   | +5.878     | 24     |
| 25   | 55  | Rintaro Sato        | TGM Grand Prix                  | 2:46.250 | 21   | 2:25.774 | 25   | +6.667     | 25     |
| 26   | 88  | Kai Daryanani       | Evans GP                        | —        | 26   | 2:26.893 | 26   | +7.786     | 26     |
| 27   | 18  | Kanato Le           | ART Grand Prix                  | 2:41.771 | 17   | 3:02.370 | 27   | +22.664    | 27     |

Fuente: Gran Premio de Macao.

## Carrera clasificatoria
| Pos. | N.º | Piloto              | Escudería                       | Vueltas | Tiempo/Retirado | Grilla |
| ---- | --- | ------------------- | ------------------------------- | ------- | --------------- | ------ |
| 1    | 4   | Ugo Ugochukwu       | R-ace GP                        | 10      | 47:40.192       | 1      |
| 2    | 1   | Oliver Goethe       | MP Motorsport                   | 10      | +0.221          | 2      |
| 3    | 7   | Noel León           | KCMG IXO by Pinnacle Motorsport | 10      | +0.445          | 3      |
| 4    | 31  | Freddie Slater      | SJM Theodore Prema Racing       | 10      | +0.663          | 7      |
| 5    | 5   | Enzo Deligny        | R-ace GP                        | 10      | +1.137          | 4      |
| 6    | 26  | Matteo De Palo      | PHM Racing                      | 10      | +2.196          | 10     |
| 7    | 16  | James Wharton       | ART Grand Prix                  | 10      | +2.581          | 14     |
| 8    | 25  | Rashid Al Dhaheri   | PHM Racing                      | 10      | +2.792          | 11     |
| 9    | 17  | Evan Giltaire       | ART Grand Prix                  | 10      | +3.051          | 9      |
| 10   | 30  | Dino Beganovic      | SJM Theodore Prema Racing       | 10      | +3.319          | 15     |
| 11   | 14  | Théophile Naël      | Saintéloc Racing                | 10      | +4.034          | 8      |
| 12   | 32  | Alex Dunne          | SJM Theodore Prema Racing       | 10      | +4.309          | 18     |
| 13   | 20  | Jin Nakamura        | TOM'S Formula                   | 10      | +6.214          | 12     |
| 14   | 2   | Valerio Rinicella   | MP Motorsport                   | 10      | +6.460          | 16     |
| 15   | 37  | Cooper Webster      | Evans GP                        | 10      | +6.586          | 6      |
| 16   | 55  | Rintaro Sato        | TGM Grand Prix                  | 10      | +6.664          | 25     |
| 17   | 33  | Tiago Rodrigues     | Evans GP                        | 10      | +6.924          | 21     |
| 18   | 21  | Jett Bowling        | Kiwi Motorsport                 | 10      | +7.248          | 24     |
| 19   | 18  | Kanato Le           | ART Grand Prix                  | 10      | +7.426          | 27     |
| 20   | 88  | Kai Daryanani       | Evans GP                        | 10      | +7.702          | 26     |
| 21   | 19  | Rikuto Kobayashi    | TOM'S Formula                   | 10      | +9.869          | 23     |
| 22   | 27  | Ruiqi Liu           | PHM Racing                      | 10      | +9.948          | 22     |
| 23   | 15  | Alexander Abkhazava | Saintéloc Racing                | 10      | +10.242         | 17     |
| Ret  | 3   | Mattia Colnaghi     | MP Motorsport                   | 5       | Accidente       | 13     |
| Ret  | 53  | Sota Ogawa          | TGM Grand Prix                  | 0       | Accidente       | 19     |
| Ret  | 6   | Tuukka Taponen      | R-ace GP                        | 0       | Accidente       | 20     |
| DSQ  | 8   | Mari Boya           | KCMG IXO by Pinnacle Motorsport | 4       | Descalificado   | 5      |

Fuente: Gran Premio de Macao.

## Carrera principal
| Pos. | N.º | Piloto              | Escudería                       | Vueltas | Tiempo/Retirado    | Grilla |
| ---- | --- | ------------------- | ------------------------------- | ------- | ------------------ | ------ |
| 1    | 4   | Ugo Ugochukwu       | R-ace GP                        | 15      | 1:06:58.505        | 1      |
| 2    | 1   | Oliver Goethe       | MP Motorsport                   | 15      | +0.412             | 2      |
| 3    | 7   | Noel León           | KCMG IXO by Pinnacle Motorsport | 15      | +2.426             | 3      |
| 4    | 5   | Enzo Deligny        | R-ace GP                        | 15      | +2.893             | 5      |
| 5    | 37  | Cooper Webster      | Evans GP                        | 15      | +6.877             | 15     |
| 6    | 32  | Alex Dunne          | SJM Theodore Prema Racing       | 15      | +7.360             | 13     |
| 7    | 8   | Mari Boya           | KCMG IXO by Pinnacle Motorsport | 15      | +8.006             | 27     |
| 8    | 30  | Dino Beganovic      | SJM Theodore Prema Racing       | 15      | +8.589             | 10     |
| 9    | 15  | Alexander Abkhazava | Saintéloc Racing                | 15      | +9.660             | 23     |
| 10   | 6   | Tuukka Taponen      | R-ace GP                        | 15      | +9.914             | 26     |
| 11   | 2   | Valerio Rinicella   | MP Motorsport                   | 15      | +10.697            | 14     |
| 12   | 19  | Rikuto Kobayashi    | TOM'S Formula                   | 15      | +24.901            | 21     |
| 13   | 31  | Freddie Slater      | SJM Theodore Prema Racing       | 14      | +1 vuelta          | 4      |
| 14   | 3   | Mattia Colnaghi     | MP Motorsport                   | 13      | +2 vueltas         | 24     |
| Ret  | 20  | Jin Nakamura        | TOM'S Formula                   | 12      | Accidente          | 12     |
| Ret  | 53  | Sota Ogawa          | TGM Grand Prix                  | 10      | Accidente          | 25     |
| Ret  | 27  | Ruiqi Liu           | PHM Racing                      | 3       | Accidente          | 22     |
| Ret  | 16  | James Wharton       | ART Grand Prix                  | 1       | Accidente          | 7      |
| Ret  | 17  | Evan Giltaire       | ART Grand Prix                  | 1       | Accidente          | 9      |
| Ret  | 55  | Rintaro Sato        | TGM Grand Prix                  | 1       | Daños por colisión | 16     |
| Ret  | 33  | Tiago Rodrigues     | Evans GP                        | 1       | Accidente          | 17     |
| Ret  | 21  | Jett Bowling        | Kiwi Motorsport                 | 1       | Accidente          | 18     |
| Ret  | 18  | Kanato Le           | ART Grand Prix                  | 1       | Accidente          | 19     |
| Ret  | 88  | Kai Daryanani       | Evans GP                        | 1       | Accidente          | 20     |
| DSQ  | 26  | Matteo De Palo      | PHM Racing                      | 15      | Descalificado      | 6      |
| DSQ  | 25  | Rashid Al Dhaheri   | PHM Racing                      | 15      | Descalificado      | 8      |
| DSQ  | 14  | Théophile Naël      | Saintéloc Racing                | 15      | Descalificado      | 11     |

Fuente: Gran Premio de Macao.

### Citas
1. ↑  «71st Macau Grand Prix Sales Information». Gran Premio de Macao (en inglés). Consultado el 22 de octubre de 2024.
2. ↑  Wood, Ida (22 de mayo de 2024). «Macau Grand Prix to run for FRegional cars from 2024 onwards». FormulaScout.com (en inglés). Consultado el 22 de octubre de 2024.
3. ↑  Wood, Ida (12 de junio de 2024). «FIA confirms spec chassis and engine for FRegional World Cup in Macau». FormulaScout.com (en inglés). Consultado el 22 de octubre de 2024.
4. ↑  «Team entries confirmed for 2024 FIA FR World Cup». Federation Internationale de l'Automobile (en inglés). 9 de agosto de 2024. Consultado el 22 de octubre de 2024.
5. ↑  «71st Macau Grand Prix - FIA FR World Cup Provisional Entry List» (PDF). Gran Premio de Macao (en inglés). Consultado el 22 de octubre de 2024.
6. ↑  «Macau Grand Prix - FIA FR World Cup: Qualifying 1 Provisional Classification» (PDF). Gran Premio de Macao (en inglés). Consultado el 15 de noviembre de 2024.
7. ↑  «Macau Grand Prix - FIA FR World Cup: Qualifying Race Provisional Classification» (PDF). Gran Premio de Macao (en inglés). Consultado el 17 de noviembre de 2024.
8. ↑  «Race Classification» (PDF). Federation Internationale de l'Automobile (en inglés). Consultado el 17 de noviembre de 2024.